# Pacifische heek
De Pacifische heek (Merluccius productus) is een straalvinnige vis uit de familie van heken (Merlucciidae) en behoort derhalve tot de orde van Kabeljauwachtigen (Gadiformes).

## Kenmerken
Het slanke lichaam is blauwgrijs met zilverkleurige flanken. De grote kop heeft een vooruitstekende onderkaak. De vis kan maximaal 91 cm lang en 1190 gram zwaar worden. De hoogst geregistreerde leeftijd is 15 jaar.

## Leefwijze
Deze nachtactieve vissen maken jacht op vissen en ongewervelde dieren, terwijl ze zelf een belangrijke voedingsbron voor robben, kleine walvissen en haaien vormen. Ook worden ze bejaagd door mensen.

## Voortplanting
Een legsel kan bestaan uit miljoenen, aan de oppervlakte drijvende eieren, die door de zeestromen worden verspreid.

## Leefomgeving
Merluccius productus komt algemeen in zeewater en brak water voor. De vis prefereert een gematigd klimaat en leeft hoofdzakelijk in de Grote Oceaan, van Vancouver Island in het noorden van de Baja California. De diepteverspreiding is 0 tot 1000 m onder het wateroppervlak.

## Relatie tot de mens
Merluccius productus is voor de visserij van groot commercieel belang. In de hengelsport wordt er weinig op de vis gejaagd.